# Wereldkampioenschappen zwemmen 2013 – 4×100 meter wisselslag vrouwen
De 4×100 meter wisselslag voor vrouwen op de wereldkampioenschappen zwemmen 2013 in Barcelona vond plaats op 4 augustus 2013, series en finale. Na afloop van de series kwalificeren de acht snelste ploegen zich voor de finale.

## Records
Voorafgaand aan het toernooi waren dit het wereldrecord en het kampioenschapsrecord
| Wereldrecord         | Verenigde Staten Missy Franklin Rebecca Soni Dana Vollmer Allison Schmitt | 3.52,05 | Londen | 4 augustus 2012 |
| Kampioenschapsrecord | China Zhao Jing Chen Huijia Jiao Liuyang Li Zhesi                         | 3.52,19 | Rome   | 1 augustus 2009 |

## Uitslagen

### Series
| Rang | Serie | Baan | Namen                                                                 | Land                | Tijd    | Bijz. |
| ---- | ----- | ---- | --------------------------------------------------------------------- | ------------------- | ------- | ----- |
| 1    | 2     | 4    | Elizabeth Pelton Breeja Larson Claire Donahue Shannon Vreeland        | Verenigde Staten    | 3:58.66 | Q     |
| 2    | 1     | 4    | Emily Seebohm Samantha Marshall Alicia Coutts Emma McKeon             | Australië           | 3:58.73 | Q     |
| 3    | 2     | 3    | Fu Yuanhui Sun Ye Lu Ying Tang Yi                                     | China               | 3:59.39 | Q     |
| 4    | 1     | 3    | Lauren Quigley Sophie Allen Jemma Lowe Amy Smith                      | Verenigd Koninkrijk | 4:00.04 | Q     |
| 5    | 2     | 5    | Aya Terakawa Satomi Suzuki Natsumi Hoshi Haruka Ueda                  | Japan               | 4:00.18 | Q     |
| 6    | 2     | 2    | Hilary Caldwell Martha McCabe Katerine Savard Chantal van Landeghem   | Canada              | 4:00.34 | Q     |
| 7    | 1     | 5    | Darja Oestinova Anna Beloesova Svetlana Tsjimrova Veronika Popova     | Rusland             | 4:00.69 | Q     |
| 8    | 2     | 1    | Lisa Graf Caroline Ruhnau Alexandra Wenk Britta Steffen               | Duitsland           | 4:01.30 | Q     |
| 9    | 2     | 6    | Michelle Coleman Joline Höstman Sarah Sjöström Louise Hansson         | Zweden              | 4:02.83 |       |
| 10   | 1     | 2    | Duane da Rocha Marina García Judit Ignacio Sorribes Melanie Costa     | Spanje              | 4:03.79 |       |
| 11   | 1     | 1    | Jessica Ashley-Cooper Tara-Lynn Nicholas Marne Erasmus Karin Prinsloo | Zuid-Afrika         | 4:06.46 |       |
| 12   | 1     | 8    | Etiene Medeiros Beatriz Travalon Daynara de Paula Larissa Oliveira    | Brazilië            | 4:06.91 |       |
| 13   | 2     | 9    | Fernanda González Erica Dittmer Rita Medrano Liliana Ibañez           | Mexico              | 4:08.82 |       |
| 14   | 1     | 0    | Anni Alitalo Jenna Laukkanen Tanja Kylliäinen Hanna-Maria Seppälä     | Finland             | 4:09.10 |       |
| 15   | 1     | 7    | Tao Li Samantha Yeo Quah Ting Wen Amanda Lim Xiang Qi                 | Singapore           | 4:10.69 |       |
| 16   | 1     | 9    | Kim Ji-Hyun Back Su-Yeon Park Jin-Young Hwang Seo-Jin                 | Zuid-Korea          | 4:10.75 |       |
| 17   | 2     | 8    | Hoi Shun Stephanie Au Man Yi Yvette Kong Chan Kin Lok Sze Hang Yu     | Hongkong            | 4:11.76 |       |
|      | 1     | 6    | Federica Pellegrini Lisa Fissneider Ilaria Bianchi Erika Ferraioli    | Italië              |         | DSQ   |
|      | 2     | 7    | Cloé Credeville Sophie de Ronchi Mélanie Henique Coralie Balmy        | Frankrijk           |         | DSQ   |
|      | 2     | 0    |                                                                       | Tsjechië            |         | DNS   |

### Finale
| Rang   | Baan | Namen                                                               | Land                | Tijd    | Bijz. |
| ------ | ---- | ------------------------------------------------------------------- | ------------------- | ------- | ----- |
| Goud   | 4    | Missy Franklin Jessica Hardy Dana Vollmer Megan Romano              | Verenigde Staten    | 3.53,23 |       |
| Zilver | 5    | Emily Seebohm Sally Foster Alicia Coutts Cate Campbell              | Australië           | 3.55,22 |       |
| Brons  | 1    | Darja Oestinova Joelia Jefimova Svetlana Tsjimrova Veronika Popova  | Rusland             | 3.56,47 |       |
| 4      | 3    | Fu Yuanhui Sun Ye Lu Ying Tang Yi                                   | China               | 3.57,30 |       |
| 5      | 2    | Aya Terakawa Satomi Suzuki Natsumi Hoshi Haruka Ueda                | Japan               | 3.58,06 |       |
| 6      | 6    | Lauren Quigley Sophie Allen Jemma Lowe Francesca Halsall            | Verenigd Koninkrijk | 3.58,67 |       |
| 7      | 7    | Hilary Caldwell Martha McCabe Katerine Savard Chantal van Landeghem | Canada              | 4.00,19 |       |
| 8      | 8    | Lisa Graf Caroline Ruhnau Alexandra Wenk Britta Steffen             | Duitsland           | 4.01,81 |       |